# میثم جودکی
میثم جودکی (زادهٔ ۴ بهمن ۱۳۷۳ - اراک) یک بازیکن فوتبال اهل ایران است.
از باشگاه‌هایی که در آن بازی کرده‌است می‌توان به باشگاه فوتبال نفت تهران و باشگاه فوتبال راه‌آهن و باشگاه فوتبال خونه به خونه اشاره کرد.
وی همچنین در تیم ملی فوتبال جوانان ایران بازی کرده‌است.